# Anabar (rivier)
De Anabar (Russisch: Анабар, in de bovenloop Bolsjaja Koeonamka (Большая Куонамка)) genoemd) is een rivier in het noordwesten van de Russische autonome republiek Jakoetië tussen de stroomgebieden van de Chatanga in het westen en de Olenjok in het oosten.
De rivier ontspringt op het zuidelijke deel van het Anabarplateau in het Midden-Siberisch Bergland. Hier vormt het een riviervallei met steile oevers. De rivier stroomt vandaar uit verder naar het noordelijke gelegen Noord-Siberisch Laagland, waar het haar stroom aanzienlijk verbreedt. Aan de monding verbreedt de rivier zich tot een estuarium en vormt de lange Anabarboezem om uiteindelijk via de Anabarbaai in de Laptevzee (onderdeel van de Noordelijke IJszee) te stromen.
In het stroomgebied van de rivier bevinden zich vele meren. De Anabar wordt vooral gevoed door regen en sneeuw. De rivier is bevroren van eind september tot begin juni. De belangrijkste zijrivieren zijn de Malaja Koeonamka, Oedzja, Oezle, Soeolama en Charabyl.
In het stroomgebied van de rivier bevinden zich de grootste diamantertslagen buiten Afrika en Australië. Dit zorgde ervoor dat de Sovjet-Unie uitgroeide tot een van de grootste exporteurs van diamanten en tegenwoordig vormen diamanten nog steeds een belangrijk onderdeel van de economie van het gebied.
De rivier heeft een jaarlijks gemiddeld debiet van 498 m³/s, dat zich grotendeels concentreert in het begin van de zomer door de dooi van het ijs. De Anabarboezem wordt ook wel gezien als de meest oostelijke fjord van Rusland, en geeft daarmee het punt aan waar het Laatste Glaciale Maximum te droog werd om nog gletsjers te kunnen vormen, waardoor de riviermondingen veranderen van fjorden naar deltas. De iets oostelijker gelegen Olenjok en Lena zijn voorbeelden hiervan.
- Gemeinsame Normdatei: 4324366-6
- Virtual International Authority File: 235643785